# Leon Kujawski
Leon Kujawski (ur. 19 czerwca 1956 w Niechanowie, zm. 7 października 2013 w Ostrowie Wielkopolskim) – polski żużlowiec i trener sportu żużlowego.
Licencję żużlową zdobył w 1973 roku. Przez całą sportową karierę (do 1987 r.) reprezentował barwy klubu "Start" Gniezno. W 1980 r. zdobył brązowy medal drużynowych mistrzostw Polski. Trzykrotnie (1980, 1981, 1987) uczestniczył w finałach mistrzostw Polski par klubowych, największy sukces odnosząc w 1980 r. w Zielonej Górze, gdzie wspólnie z Eugeniuszem Błaszakiem zdobył brązowy medal.
Dwukrotnie awansował do finałów młodzieżowych indywidualnych mistrzostw Polski (Zielona Góra 1975 – VIII  m., Leszno 1979 – XIII m.), jak również do finałów indywidualnych mistrzostw Polski (Leszno 1981 – V m., Zielona Góra 1986 – jako rezerwowy) oraz finałowych turniejów o Puchar Polski (Tarnów 1986 – X m., Gniezno 1987 – VII m.).
Po zakończeniu czynnej kariery zajął się w gnieźnieńskim klubie pracą szkoleniową.
Leon Kujawski został pochowany 11 października 2013 na cmentarzu Świętej Trójcy przy ul. Witkowskiej w Gnieźnie.